# Sophronica humeralis
Sophronica humeralis là một loài bọ cánh cứng trong họ Cerambycidae.